# Kls
De Kls is een goederenwagon die gebruikt wordt voor het vervoer van de meest uiteenlopende goederen, zoals korte spoorstaven, wisseldelen en dwarsliggers, maar ook containers, kratten, kisten en pallets kunnen worden vervoerd. De wagon heeft een houten bodem en is daardoor niet geschikt voor het vervoer van los gestorte goederen zoals zand en ballast. De neerklapbare zijschotten zijn ter versteviging voorzien van korte rongen. Door de eveneens neerklapbare kopschotten is het mogelijk om met voertuigen of machines over de trein te rijden.
De typeaanduiding Kls heeft de volgende betekenis :
| K | = | 2-assige platte wagon    |
| l | = | zonder rongen            |
| s | = | maximumsnelheid 100 km/h |
Dit type wagon wordt gebruikt bij verschillende spoorwegmaatschappijen in vrijwel alle landen op het Europese vasteland.